# Lackrana
Lackrana là một chi bướm đêm thuộc họ Geometridae.